# Ledena doba
Ledena doba je obdobje dolgotrajne ohladitve Zemljinega podnebja, katere posledica je razširitev kontinentalnih, polarnih in gorskih ledenikov.
V geološki zgodovini Zemlje je bilo več nihanj temperature. Najstarejša dobro dokumentirana poledenitev je huronska poledenitev, ki se je zgodila pred 2,1 milijarde let. Največja poledenitev v pretekli milijardi let se je zgodila pred 850 do 630 milijoni let (obdobje kriogen). Ledeni oklep je takrat segal do ekvatorja, Zemlja je bila kot ledena kepa.
V zadnjih petih milijonih let je bila temperatura najprej nekaj nad sedanjo temperaturo (do 2 °C, glej sliko), v zadnjih dveh milijonih let pa se v povprečju znižuje, s tem da so nihanja razmeroma večja.
V zadnjem milijonu let so si nihaji temperature sledili s periodo okoli 100.000 let. Nihaji so žagasti, s tem da temperatura večinoma pod sedanjo ravnijo (do 8 °C), občasno pa hitro naraste do sedanje temperature. Nahajamo se v obdobju med ledenimi dobami.
Nihanje vsebnosti CO2 se skladajo z nihanji temperature. Možno je, da je človekova dejavnost s povečanjem emisij toplogrednih plinov, ki so se začeli že pred industrijsko dobo (množično gojenje riža) že vplivala na spremembo podnebja tako, da se ohladitev zamika. Tretji graf na sliki kaže povečano vsebnost prahu v zraku, kar je lahko posledica mrzlega, suhega podnebja.
V pogovornem smislu se ledena doba nanaša na hladnejša obdobja, v katerih so nastala obširne ledene površine na severnoameriški in evrazijski celini; v tem smislu se je zadnja ledena doba končala pred približno 10.000 leti.
Med zadnjo ledeno dobo je tretjino zemeljske kopnine prekrivala globoka plast ledu. Led je segal daleč na jug, kjer sta danes na primer London in Berlin, na Slovenskem pa je takrat bohinjski ledenik obstal pred današnjo Radovljico.
Na temperaturo na Zemlji vpliva mnogo procesov. Nekateri vplivi so znani, lahko je pa tudi več neznanih vplivov. Dogajanja ne moremo podvojiti z laboratorijskim poskusom, zato je napovedovanje prihodnjega gibanja temperature negotovo.